# 富士見台 (国立市)
富士見台（ふじみだい）は、東京都国立市の町名。現行行政地名は富士見台一丁目から富士見台四丁目。郵便番号は、186-0003。

## 地理
国立市の中南部に位置する。北は西、中及び東、東は府中市北山町、西原町及び西府町、南は谷保及び石田、西は立川市羽衣町に隣接する。北西の一部を除き、昭和37年から40年にかけて行われた都市区画整理事業により整備された。町内には市役所や図書館などの公共施設が集まっており、行政機能の中枢も担う。

### 地価
住宅地地価は2023年（令和5年）1月1日の公示地価によれば富士見台3丁目35番7の地点で321,000円/m2となっている。

## 世帯数と人口
2023年（令和5年）10月1日現在の世帯数と人口は以下の通りである。
| 丁目           | 世帯数    | 人口     |
| -------------- | --------- | -------- |
| 富士見台一丁目 | 2,548世帯 | 4,676人  |
| 富士見台二丁目 | 2,431世帯 | 4,843人  |
| 富士見台三丁目 | 1,979世帯 | 3,745人  |
| 富士見台四丁目 | 2,109世帯 | 3,979人  |
| 計             | 9,067世帯 | 17,243人 |

## 小・中学校の学区
市立小・中学校に通う場合、学区は以下の通りとなる。
| 丁目           | 番地                                       | 小学校                 | 中学校                 | 調整区域（選択可能な学校） |
| -------------- | ------------------------------------------ | ---------------------- | ---------------------- | -------------------------- |
| 富士見台一丁目 | 1 - 6番地                                  | 国立市立国立第五小学校 | 国立市立国立第一中学校 | 国立市立国立第七小学校     |
| 富士見台一丁目 | 28番地の19                                 | 国立市立国立第七小学校 | 国立市立国立第一中学校 | 国立市立国立第三小学校     |
| 富士見台一丁目 | 7 - 18番地 27番地7 - 16号棟                | 国立市立国立第七小学校 | 国立市立国立第三中学校 |                            |
| 富士見台一丁目 | その他                                     | 国立市立国立第七小学校 | 国立市立国立第一中学校 |                            |
| 富士見台二丁目 | 1番地 35 - 44番地                          | 国立市立国立第五小学校 | 国立市立国立第一中学校 |                            |
| 富士見台二丁目 | その他                                     | 国立市立国立第五小学校 | 国立市立国立第三中学校 |                            |
| 富士見台三丁目 | 1 - 4番地                                  | 国立市立国立第五小学校 | 国立市立国立第一中学校 |                            |
| 富士見台三丁目 | 5 - 9番地 15 - 17番地                      | 国立市立国立第五小学校 | 国立市立国立第三中学校 |                            |
| 富士見台三丁目 | 10 - 14番地 18 - 24番地 31番地 33 - 44番地 | 国立市立国立第五小学校 | 国立市立国立第二中学校 |                            |
| 富士見台三丁目 | 25 - 26番地 32番地                         | 国立市立国立第二小学校 | 国立市立国立第二中学校 | 国立市立国立第五小学校     |
| 富士見台三丁目 | その他                                     | 国立市立国立第二小学校 | 国立市立国立第二中学校 |                            |
| 富士見台四丁目 | 37 - 53番地                                | 国立市立国立第二小学校 | 国立市立国立第二中学校 |                            |
| 富士見台四丁目 | その他                                     | 国立市立国立第六小学校 | 国立市立国立第二中学校 |                            |

## 交通
- 鉄道
  - 東日本旅客鉄道（JR東日本）
    - 南武線：谷保駅、矢川駅
      - 一丁目・二丁目からは谷保駅が近く、三丁目・四丁目からは矢川駅の方が近い。2023年8月、当地域における連続立体交差化計画が公表された[6]。竣工は2040年代になる見通し[7] 。
- 路線バス
  - 立川バス
    - 国立駅と谷保、矢川エリアを結ぶ複数系統が、大学通り、団地通り、矢川通りを経由して運行されている。一部便は国立操車場、国立泉団地方面にも向かう。

  - 京王バス
    - 国立駅と府中駅、聖蹟桜ヶ丘駅を結ぶ2系統が、大学通りを経由して運行されている。

  - くにっこ
    - 国立市役所と国立駅方面を結ぶコミュニティバス路線。運行は立川バス。

  - あおやぎっこ[8]
    - 国立市役所と矢川駅を経て青柳エリアを結ぶコミュニティワゴン路線。一般路線であるため、予約なしで誰でも乗車できる。運行は銀星交通。
- 道路
  - 東京都道146号国立停車場谷保線（大学通り）

## 施設
- 国立市役所
- くにたち市民総合体育館・くにたち市民芸術小ホール
- 東京都立多摩障害者スポーツセンター
- 国立市保健センター
- くにたち福祉会館
- 国立市障害者センター
- くにたち中央図書館
- くにたち未来共創拠点「矢川プラス」
- 警視庁立川警察署富士見台交番
- 東京消防庁立川消防署国立出張所
- 東京消防庁立川消防署谷保出張所
- 国立郵便局
- 国立市立国立第五小学校
- 国立市立国立第七小学校
- 国立市立国立第二中学校
- 学校法人NHK学園
- 東京YMCA医療福祉専門学校
- 辻調グループ校「エコール辻東京」
- 東京女子体育大学・東京女子体育短期大学
- 商業施設「むっさ21」